# Yesterdays (album de Pennywise)
Pour les articles homonymes, voir Yesterday (homonymie).
Albums de Pennywise
All Or Nothing
(2012) Never Gonna Die
(2018)
Yesterdays est le onzième album studio de Pennywise. Pour célébrer le retour en studio de Jim Lindberg, le groupe a décidé de faire un album hommage à leurs tout débuts, avec des riffs plus basiques et moins de chansons rapides. Certains titres datent d'ailleurs de la création du groupe en 1988 et ont été réenregistrés. On les retrouve à la toute fin du disque en version telle que captés en répète à l'époque.

## Line-up
Jim Lindberg : chant.
Fletcher Dragge : guitare.
Randy Bradbury : basse.
Byron MacMackin : batterie.
Jason Matthew Thirsk : basse sur First Gig  Hedondo Garage Party.

## Liste des titres
1. What You Deserve - 2:47
2. Restless Time - 1:24
3. Noise Pollution - 3:16
4. Violence Never Endin' - 1:56
5. Am Oï - 2:09
6. Thanksgivin' - 2:50
7. She's A Winner - 3:22
8. Slow Down - 3:01
9. Public Defender - 2:08
10. No Way Out - 2:42
11. I Can Remember - 3:42
12. First Gig Redondo Garage Party -  13:27 (il s'agit des chansons Am Oï, What You Deserve, Thanksgivin', She's A Winner, et Restless Time jouées et enregistrées à la suite en 1988 par le groupe en répétition dans leur local, un garage situé à Hedondo Beach).